# Age of Wonders
Age of Wonders (рабочее название World of Wonders) — компьютерная игра в жанре пошаговая стратегия. Также содержит некоторые элементы ролевой игры. Разработана нидерландской компанией Triumph Studios совместно с Epic Games в 1999 году. Первая игра в серии Age of Wonders. Игра примечательна большим количеством разнообразных способностей у существ и интересными тактическими боями, построенными на использовании этих способностей. Во многом Age of Wonders стала идейным наследником игры Master of Magic.

## История
Эльфийский король Иниок принимает кочующую человеческую расу. Люди, поселившиеся в королевстве, постепенно разрушают его изнутри и устраивают переворот. Эльфийская власть свергнута, чудом спасшиеся принц Меандор и принцесса Джулия скрываются с выжившими. Джулия создает культ Хранителей (Keepers), Меандор — Культ Бури (Cult of Storm). Джулия стремится возродить королевство и найти общий язык с людской расой, Меандор жаждет возмездия. Для выполнения своей миссии им необходимо добраться до Долины Чудес.

## Концовки
В игре 2 кампании: одна за Хранителей, другая — за Культ Бурь. В каждой кампании существует 3 варианта её завершения.
Хранители — Эльфы
Если герой остался верен Хранителям, то он поведёт в решающую битву армию эльфов, гномов и полуросликов. После победы эльфы вновь станут управлять Долиной Чудес.
Хранители — Высшие
Если герой примкнул к Высшим, то он возглавит их армию в финальном сражении. После победы власть над Долиной Чудес перейдёт к детям Высших — людям. Герой получит магический камень, с помощью которого может отправиться в мир Высших. Эльфы уплывут на свою родину — Эвермор, все Хранители последуют за ними.
Хранители — Нежить
Если герой принял сторону Иниока, то он превратится в нежить и направит армию мертвецов в Долину Чудес. Вся жизнь увянет, Эпоха Чудес окончится. Перед своей смертью Джулия исцелит героя, и он раскается в содеянном, оставив завещание грядущим поколениям.
Культ Бурь — Тёмные Эльфы
Если герой сохранил приверженность Культу, то он поведёт в последний бой армию тёмных эльфов, орков и гоблинов. После разгрома противников герой возьмёт власть над Долиной Чудес в свои руки, однако его правление будет недолгим — после исчезновения Меандора начнутся междоусобные войны…
Культ Бурь — Высшие
Если герой присоединился к Высшим, то он возглавит их армию для похода в Долину Чудес. После победы власть над Долиной достанется детям Высших — людям. Герой получит камень, который может открыть портал в мир Высших, но не сумеет им воспользоваться. Эльфы уплывут в Эвермор, остальные расы исчезнут. Герой осознает своё заблуждение, увидев в людях паразитов, и начнёт скрытую войну против них.
Культ Бурь — Нежить
Если герой перешёл на сторону Иниока, то он будет управлять мертвецами в заключительной битве за Долину Чудес. После воцарения нежити Долину Чудес накроет мрак и главного героя превратят в мертвеца.

## Игровой процесс
Действие происходит на карте с изометрической проекцией, поделённой на шестигранные клетки и содержащей три уровня: поверхность, подземелье и глубины. Юниты могут быть объединены в группы до восьми членов, каждая группа занимает одну клетку.
Каждый игрок возглавляет выбранную расу. Всего в игре 12 рас: некоторые из них традиционны для фэнтези (эльфы, люди-ящеры, люди, гоблины, тёмные эльфы, нежить, орки, дворфы и полурослики), а некоторые уникальны и не имеют аналогов (фростлинги, азраки и высшие люди).
В игре используются два ресурса: золото и мана; золото используется для создания юнитов, покупки героев (в том случае, когда они желают присоединиться) и улучшений для городов; мана для применения и исследования заклинаний, использования алтарей.

### Пошаговая система
Каждый юнит имеет определённое количество очков передвижения, которые расходуются на его перемещение и восстанавливаются в начале каждого хода. Также игра имеет систему одновременных ходов (когда игроки перемещают юнитов одновременно, а не по очереди), доступную только во время одиночной или сетевой игры.

### Особенности боя
На каждом гексе глобальной карты располагается отряд размером от 1 до 8 юнитов. При атаке отряда на отряд появляется тактическое поле боя, размером в 7 гексов (центральный гекс, на который идёт атака, и 6 соседних с ним гексов). В бою участвуют все отряды, расположенные на данной площади (то есть максимальное число воинов, участвующих в бою может достигать 7 * 8 = 56 единиц).
Промахи и попадания по противнику генерируются случайным образом, исходя из параметров атаки и защиты сражающихся юнитов.

## Оценки
| Сводный рейтинг | Сводный рейтинг |
| Агрегатор       | Оценка          |
| --------------- | --------------- |
| GameRankings    | 82,25 %         |

## Продолжения
- Age of Wonders 2: The Wizard's Throne
- Age of Wonders: Shadow Magic
- Age of Wonders III
- Age of Wonders IV